# Pseudowintera
Pseudowintera é um género de plantas com flor pertencente à família Winteraceae que agrupa quatro espécies de pequenas árvores e arbustos lenhosos, perenes, nativas da Nova Zelândia. As Winteraceae são magnoliídeas, associadas à flora antárctica húmida do hemisfério sul. Conhecidas pelo nome comum de horopito, as folhas destas plantas podem ser mastigadas para obter um sabor picante e apimentado.

## Descrição
- Pseudowintera axillaris, conhecido como o horopito das terras baixas, é um arbusto ou pequena árvore que cresce até oito metros de altura em florestas de planície e de baixa montanha de 35° a 42° de latitude Sul. Na Ilha do Sul cresce a Oeste da Divisão Principal.
- Pseudowintera colorata', ou horopito da montanha, é um arbusto perene ou uma pequena árvore (1-2,5 m) comumente chamada de pau-pimenta porque as folhas têm um intenso sabor picante. As folhas amarelas e verdes são manchadas de vermelho; as folhas novas na primavera são de um vermelho vivo. Encontra-se espalhada por toda a Nova Zelândia, desde as florestas de planície até às florestas montanhosas mais altas, e desde 36° 30' Sul até ao sul da Ilha Stewart (Rakiura). Devido às suas várias utilizações, tanto medicinais como culinárias, o nome horopito, quando utilizado na linguagem comum, refere-se normalmente à espécie P. colorata.
- Pseudowintera traversii, ou Travers horopito,[3] é um arbusto compacto de até um metro de altura. Cresce naturalmente apenas no canto noroeste da Ilha do Sul, de Collingwood a Westport.
- Pseudowintera insperata Heenan & de Lange 2006[1], uma espécie apenas descrita em 2006, prsente no norte da Nova Zelândia.

## Usos
O Horopito propaga-se naturalmente através da rebrota em terrenos limpos, mas pode ser frequentemente encontrado em jardins domésticos como planta decorativa. A plantação para fins comerciais começou nos últimos anos.
O horopito contém uma substância do grupo dos sesquiterpenos e dialdeídos conhecida por poligodial, que possui várias propriedades biológicas, incluindo efeitos antifúngicos, antimicrobianos, anti-inflamatórios, antialérgicos e inseticida.s O poligodial foi testado como um inibidor muito eficaz da Candida albicans.
O horopito era utilizado tradicionalmente pelo povo māori para uma variedade de fins medicinais, incluindo o tratamento de infecções fúngicas da pele, dores de estômago, diarreia e como analgésico. Os primeiros colonos europeus da Nova Zelândia também usavam o horopito para fins medicinais.
As folhas de horopito são utilizadas na culinária de várias formas. Atualmente, o horopito está a ser utilizado como tempero na cozinha moderna da Nova Zelândia. Normalmente, as folhas são secas e depois moídas para formar um pó. O pó pode ser utilizado onde quer que se utilize pimenta preta e aplicado diretamente nas carnes, misturado com óleos, utilizado para fazer condimentos (por exemplo, com mostarda), em vinagres, biscoitos e mesmo gelados.